# Le Marteau sans maître
Le Marteau sans maître (El martell sense mestre) és una obra de Pierre Boulez. Es va estrenar l’any 1955 i empra la poesia surrealista de René Char, per a contralt i ensemble.

## Obra
Fins al 1977, més de vint anys després de la seva publicació, els mètodes compositius de Le Marteau sans maître no es van poder explicar. Aquest fenomen, descobert per Lev Koblyakov, es deu al fet que Boulez utilitza un control estricte dels elements individuals, els quals són adherits a l'estructura global, que resulta compatible amb els principis del serialisme. El compositor francès es decanta per canvis de notes individuals basades en el so i l’harmonia sense seguir els patrons serialistes.

## Història
Le Marteau sans maître es va escriure en el seu origen, entre el 1953 i el 1954, com una composició en sis moviments. El 1954 es va publicar al “Imprimée pour le festival de musique“. En 1955, Boulez va revisar l’ordre dels moviments i en va afegir tres de nous. També va decidir dividir-los en dos blocs: primer, els tres moviments "Artisanat furieux" i després els tres "Bourreaux de solitude", que estaven ordenats al contrari que en la puntuació final. Respecte al primer moviment, originalment estava escrit per a duet de guitarra i vibràfon, als quals va afegir posteriorment la flauta i la viola. Finalment, a l’any 1955 es va estrenar en l'edició número 29 del Festival de la Societat Internacional de Música Contemporània de Baden-Baden. Després de ser estrenada, a l’any 1957, la peça va sofrir algunes petites revisions, mentre Universal Edition publicava la seva edició. Amb els anys, Le Marteau sans maître s'ha convertit en una de les obres més influents i famoses de Pierre Boulez.

## Estructura
Consta de nou moviments, entre els quals trobem quatre que contenen textos de tres poemes de René Char. Els altres cinc són instrumentals.
1. Avant "L'Artisanat furieux" (Abans de "The Furios Craft")
2. Commentaire I de "Bourreaux de solitude" (Comentari I de "Botxins de la soledat")
3. "L'Artisanat furieux" (The Furious Craftsmanship)
4. Commentaire II de "Bourreaux de solitude" (Comentari II de "Botxins de la soledat")
5. "Bel Édifice et les pressentiments", version première ("Bel Édifice and presentiments", primera versió)
6. "Bourreaux de solitude" ("Botxins de la soledat")
7. Après "L'Artisanat furieux" (Després "The Furious Craftsmanship")
8. Commentaire III de "Bourreaux de solitude" (Comentari III de "Botxins de la soledat")
9. "Bel Édifice et les pressentiments", double ("Bel Édifice and presentiments", doble)